# Acontia includens
Acontia includens är en fjärilsart som beskrevs av Walker 1857. Acontia includens ingår i släktet Acontia och familjen nattflyn. Inga underarter finns listade i Catalogue of Life.